# Babbel
Babbel est un système d'apprentissage des langues étrangères en ligne. Il propose un site web ainsi qu'une application pour téléphones intelligents et tablettes (iOS, Android, Windows Phone).
En 2024, il permet d'apprendre les langues suivantes : anglais, allemand, espagnol, français, italien, portugais, suédois, turc, néerlandais, polonais, indonésien, norvégien, danois et russe.

## Historique
Markus Witte et Thomas Holl ont fondé l’entreprise en 2007. La start-up berlinoise était alors la première entreprise d’apprentissage des langues en ligne. En 2019, Markus Witte démissionne de sa position de PDG pour laisser la main à Arne Schepker, anciennement directeur marketing de l'entreprise.
En novembre 2018, la compagnie annonce avoir vendu environ un million de souscriptions l'année précédente. En 2016, le magazine Fast Company l’a élue entreprise la plus innovante en matière d’éducation.

## Méthode d'enseignement
L’intégralité du contenu d’apprentissage est adaptée à la langue maternelle de l’étudiant et est fondée sur des mises en situation qui donnent à l’apprenant les moyens de parler directement. L’application offre un contenu d’environ 8 500 heures allant de la conversation de base au cours de langues permettant de se perfectionner, et ce pour 14 langues différentes (allemand, anglais, italien, etc.).
L'application travaille avec les logiciels développés par la société Toucan.
Le système d'apprentissage est basé sur l’approche communicative. Les extraits audios et dialogues sont réalisés par des locuteurs natifs, les utilisateurs sont donc parfaitement préparés et peuvent se lancer sans retenue dans des conversations en langue étrangère.
Pour chaque série de questions, l'utilisateur obtient une note qui lui permet d’avoir un retour sur les leçons effectuées. Babbel propose également un outil de révision afin de revenir sur différents points plus ou moins maitrisés.